# Mar en calma y viaje feliz (Beethoven)

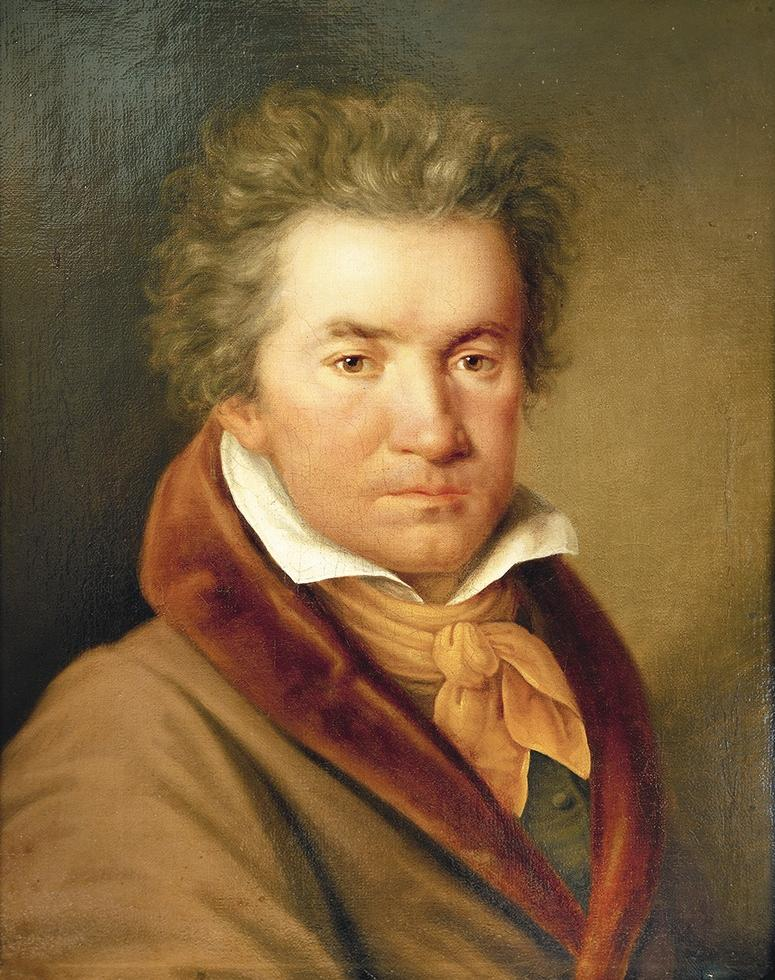
Beethoven en 1815.

Meeresstille und Glückliche Fahrt, Op. 112 (en español, Mar en calma y viaje feliz) es una cantata para coro y orquesta compuesta por Ludwig van Beethoven entre 1814 y 1815. 

## Historia

### Composición

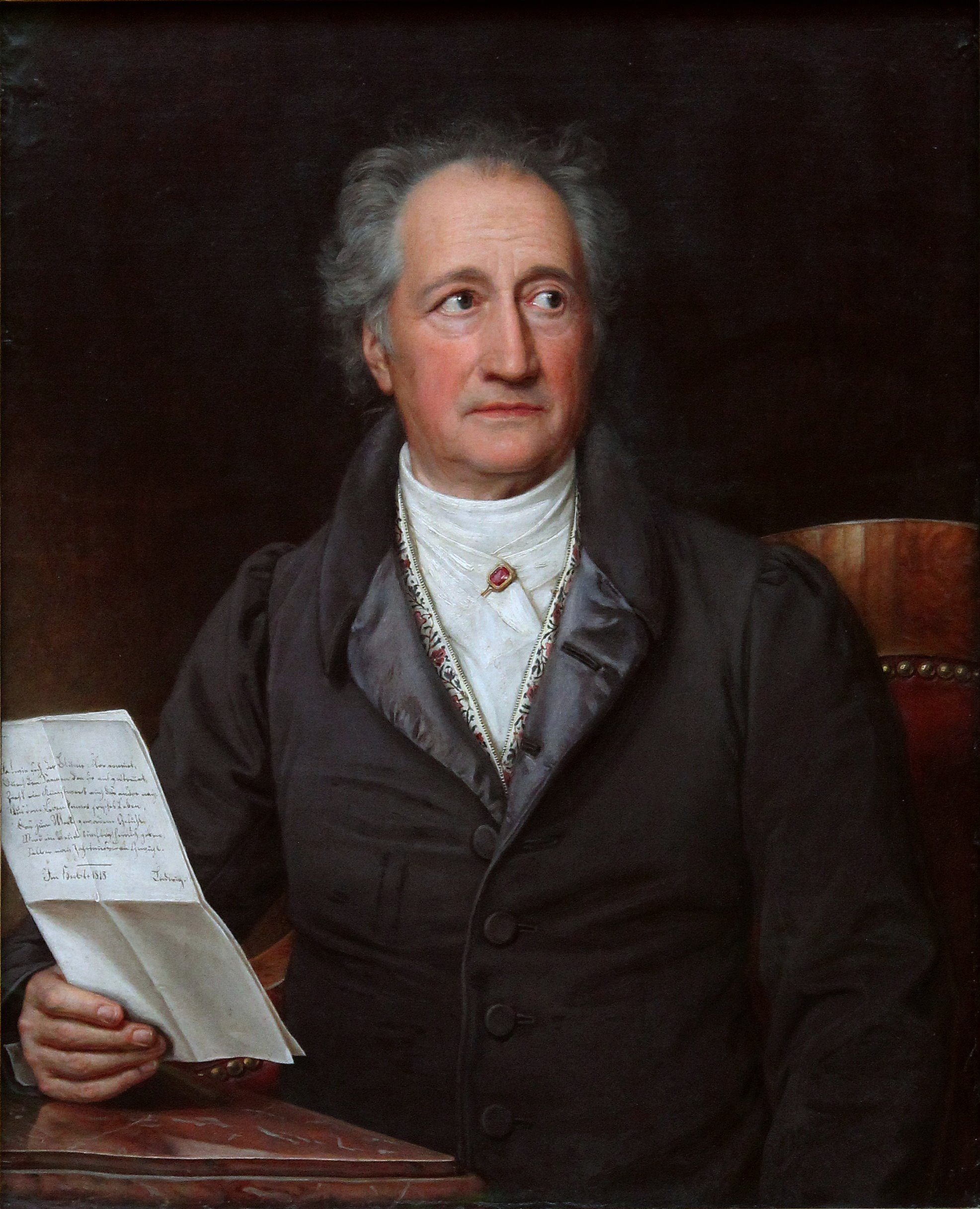
Goethe, dedicatario de la pieza.

La composición de esta obra se desarrolló desde finales de 1814 y hasta el verano de 1815. Se trata de una cantata que se basa en un par de poemas del gran poeta alemán Johann Wolfgang von Goethe escritos en 1795 y publicados en 1796 en la revista literaria Almanaque de las Musas. Los títulos de los poemas son Meeresstille (Mar en calma) y Glückliche Fahrt (Viaje feliz). Es la época previa a la máquina de vapor, cuando el mar podía proporcionar diferentes emociones en los hombres embarcados. La primera, ante un mar en total calma, el barco permanece quieto, es motivo de angustia, de alarma, las provisiones empiezan a flaquear, es la espera a que el dios Eolo envíe sus vientos propicios. Solo cuando por fin se levanta el viento, el barco puede continuar su viaje, es un momento de alegría, el barco se mueve y rompe las olas y al final, se atisba la tierra de destino. La primera sección muestra un barco en calma, la segunda muestra su éxito al reanudar su viaje, el viaje feliz.
Estos mismos poemas más tarde le sirvieron de inspiración a Mendelssohn para crear su obertura de concierto Mar en calma y viaje feliz. Franz Schubert se basó en el primer poema para su obra Meeres Stille, D216 de junio de 1815.
La dedicatoria que figura en la partitura es para Goethe, a quien Beethoven había conocido en 1812 y por quien tenía alta estima. El 8 de febrero de 1823, Beethoven escribía a Goethe para recaudar suscripciones para su Missa Solemnis y le preguntaba si había recibido “la dedicatoria a Su Excelencia de mi obra Meeresstille und glückliche Fahrt. Estos dos poemas me parecieron, por sus atmósferas contrastantes, muy adecuados para su análoga expresión en la música. Me sería muy grato conocer si he ajustado bien mi armonía a la vuestra”. Goethe anotará en su diario del 21 de mayo de 1822: “Recibí una partitura de Beethoven”. Pero no se molestó en responder al compositor para agradecérselo.

### Estreno y publicación
Su estreno tuvo lugar el 25 de diciembre de 1815 en el gran salón de la Redoute, en Viena durante un concierto benéfico para el Bürgerspitalfond, con otras dos obras de Beethoven, la obertura Día de fiesta (Zur Namensfeier) op. 115 también interpretada por primera vez, y el oratorio Cristo en el Monte de los Olivos, op. 85.
La primera edición fue llevada a cabo por Steiner en mayo de 1822.

## Instrumentación
La partitura está escrita para un coro y una orquesta formada por:
- Viento madera: 2 flautas, 2 oboes, 2 clarinetes en la, 2 fagotes.
- Viento metal: 4 trompas en re, 2 trompetas en re.
- Percusión: timbales.
- Cuerda: una sección de cuerdas con violines I y II, violas, violonchelos, contrabajos.
- Voces: coro SATB.

## Estructura y análisis
La obra consta de un único movimiento, que está dividido en dos secciones:
- 1. Meeresstille. Sostenuto, en re mayor
- 2. Glückliche Fahrt. Allegro vivace, en re mayor 6
8

La interpretación de esta obra dura aproximadamente entre 7 y 8 minutos. La cantata evoca el imaginario de estos dos poemas de manera admirable, reflejando los contrastes entre los dos poemas.

### 1.Meeresstille
La primera sección se titula Meeresstille (Mar en calma), lleva la indicación de tempo Sostenuto y abarca los compases 1 a 73. Está escrito en la tonalidad de re mayor.

### 2.Glückliche Fahrt
La segunda sección se titula Glückliche Fahrt (Viaje feliz), lleva la indicación Allegro vivace y abarca los compases 74 a 237. Está escrito en la tonalidad de re mayor y en compás de 6/8.

## Texto
| Texto original en alemán | Traducción en español |
| --- | --- |
| Meeresstille | Mar en calma |
| Tiefe Stille herrscht im Wasser, Ohne Regung ruht das Meer, Und bekümmert sieht der Schiffer Glatte Fläche ringsumher. Keine Luft von keiner Seite! Todesstille fürchterlich! In der ungeheuern Weite Reget keine Welle sich.      | Profunda calma reina en las aguas, Sosegado, sin movimiento está el mar, y angustiado observa el navegante superficies lisas alrededor. ¡Sin brisa por ningún lado! Calma mortal ¡aterradora! En las monstruosa distancias ninguna ola se agita. |
| Glückliche Fahrt | Viaje feliz |
| Die Nebel zerreißen, Der Himmel ist helle, Und Äolus löset Das ängstliche Band. Es säuseln die Winde, Es rührt sich der Schiffer. Geschwinde! Geschwinde! Es teilt sich die Welle, Es naht sich die Ferne; Schon seh ich das Land! | La niebla se disipa, el cielo está claro, y Eolo libera su temible atadura. Los vientos susurran, El marino se mueve. ¡Deprisa! ¡Deprisa! Las olas se rompen, La lejanía se acerca; ¡Ya veo tierra!                                              |

## Discografía selecta
- 1987 – Claudio Abbado, Wiener Singverein, Orquesta Filarmónica de Viena (DG).
- 1988 – Michel Corboz, Coro y Orquesta de la Fundación Gulbenkian de Lisboa (Erato).
- 1990 – Michael Tilson Thomas, Coro Ambrosiano, Orquesta Sinfónica de Londres (CBS).
- 1990 – Robert Shaw, Coro y Orquesta Sinfónica de Atlanta (Telarc).
- 1992 – John Eliot Gardiner, Coro Monteverdi, Orquesta de la Revolucionaria y Romántica (Archiv Produktion).
- 1997 – Matthew Best, Corydon Singers, Corydon Orchestra (Hyperion).
- 2006 – Richard Hickox, Collegium Music 90 (Chandos).
- 2006 – David Zinman, Orquesta de la Tonhalle de Zúrich (Sony BMG).
- 2007 – Stanisław Skrowaczewski, Orquesta de Minnesota (Brilliant Classics).
- 2010 – Lawrence Foster, Coro y Orquesta de la Fundación Gulbenkian de Lisboa (Pentatone Classics).* Riccardo Muti, Beethoven Lincoln Center (DVD).